# کارزار قفقاز (۱۷۳۵)
کارزار ۱۷۳۴ تا ۱۷۳۵ قفقاز آخرین لشکرکشی بزرگ در جنگ ایران و عثمانی (۱۷۳۵–۱۷۳۰) بود که با پیروزی ایران همراه بود و به نادرشاه اجازه داد تا دوباره بر کل قفقاز تسلط یابد و به مرزهای دوره صفوی برسد.